# János Galgóczy
János Galgóczy de Sajógalgóc (Hongaars: Galgóczy János) (Sládkovičovo, °circa 1715 – Trnava, † 6 april 1776) was een Hongaarse priester. 
Hij was tussen 1744 en 1754 kanunnik van het rooms-katholieke aartsbisdom Esztergom.
In 1776 werd hij geselecteerd als eerste bisschop van het nieuw gecreëerde bisdom Rožňava maar hij overleed vooraleer hij daadwerkelijk werd geïnstalleerd. De facto was zijn opvolger, graaf Antal Révay, de eerste zittende bisschop van Rožňava.